# Convención Bautista de Hong Kong
La Convención Bautista de Hong Kong (en inglés: Baptist Convention of Hong Kong) es una asociación cristiana evangélica de iglesias bautistas en Hong Kong. Ella está afiliada a la Alianza Bautista Mundial. Su sede se encuentra en Mong Kok.

## Historia
La Convención Bautista de Hong Kong tiene su origen en una misión estadounidense de los Ministerios Internacionales en 1842. Fue fundada oficialmente en 1938. Según un censo de la asociación, en 2023 dijo que tenía 164 iglesias y 114,016 miembros.

## Escuelas

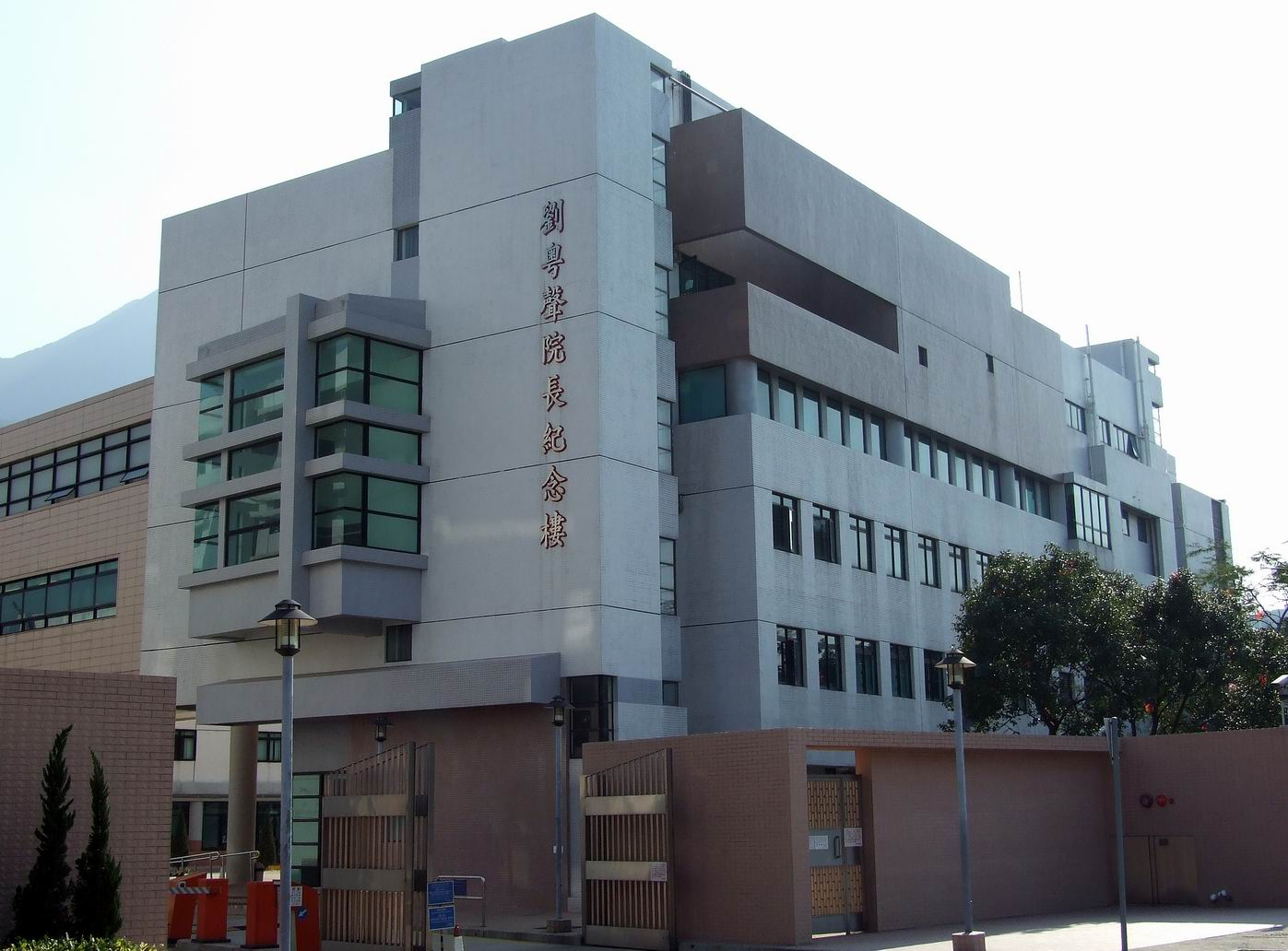
Seminario teológico bautista en Hong Kong.

En 1951, fundó el Seminario teológico bautista en Hong Kong.
También fundó la Universidad Bautista de Hong Kong en 1956, que se convirtió en una universidad pública después de la recomendación del gobierno de Hong Kong en 1994.

## Servicios de Salud

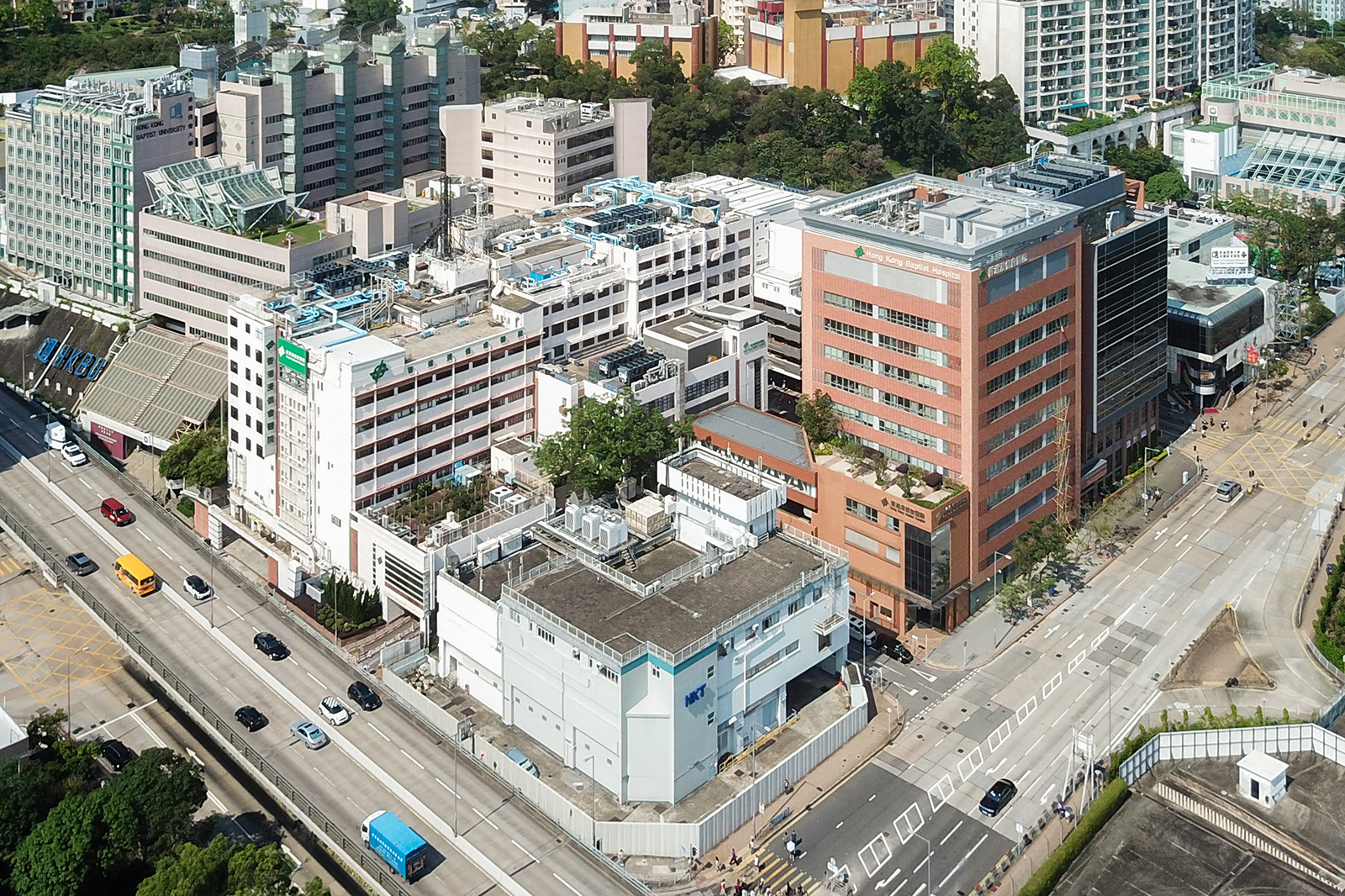
Hospital Bautista de Hong Kong.

Fundó el Hospital Bautista de Hong Kong en 1963.